# Amarte así, Frijolito
Amarte así (també coneguda com a "Amarte así, Frijolito" o simplement "Frijolito") va ser una reeixida telenovel·la de la cadena Telemundo emesa l'any 2005 protagonitzada per Litzy i Maurici Ochmann, juntament amb Alejandro Felipe Flores. Compta amb les participacions antagòniques de Marita Ballesteros, Diego Olivera i Carla Peterson; i les actuacions estel·lars de Edgar Vivar, Roberto Mateos, Tina Romero i Liliana Rodríguez. És una història de rancor i amor d'una noia que creu que ella va ser violada amb ajuda de drogues pel pare del seu fill.
Aquesta és la primera telenovel·la que Telemundo grava a l'Argentina amb actors mexicans i argentins. És una producció de Promofilm USA per a Telemundo Studios. La novel·la va ser venuda a més de 90 països i és una de les telenovel·les més recordades de Telemundo pel públic i la crítica fins avui.

## Trama
"Amarte así" narra la història d'Ignacio (Maurici Ochmann), un jove metge i Margarita (Litzy), una cantant de ranxeres, treballadora d'un bar. En el passat, havien compartit una nit, una nit que Ignacio no recorda, però que ha canviat la vida de Margarita per sempre, perquè aquesta nit va quedar embarassada. Actualment, Margarita ha treballat com a cantant en un trio de mariachis en un petit restaurant. La seva vida sentimental es redueix a cantar cançons d'amor. Margarita creu que la nit en la qual va conèixer Ignacio va ser violada, ja que sense saber-ho, tots dos van ser drogats per algú que aparentava ser un amic. Mentre que Margarita recorda el nom i el rostre de l'home sospitós d'haver comès el crim, la veritat és que Ignacio, la persona que considera culpable, és culpable d'enganyar i fornicació, però no de violació. Però intervé per sort el seu fill, el petit Frijolito (Alejandro Felipe Flores), que actualment té sis anys i creu que el seu pare va morir ja que això és el que li va comptar la seva mare. El nen fa vincles d'amistat amb Ignacio sense saber que és el seu pare. Des del principi, Frijolito té una relació molt especial amb aquest home, causant una greu preocupació en Margarita.

## Personatges
- Litzy - Margarita Lizárraga Contreras de Reyes
- Mauricio Ochmann - Ignacio "Nacho" Reyes
- Alejandro Felipe Flores - Ignacio "Frijolito" Reyes Lizárraga
- Roberto Mateos - Francisco Reyes
- Carla Peterson - Chantal Villagarcía (villana)
- Marita Ballesteros - Doña Lucrecia vda. de Villagarcía (vilana principal)
- Isamar González - Daniela Reyes Villagarcía
- Mariana Beyer - Dulce María Reyes Villagarcía
- Leonardo Juárez - Antonio "Toño" Valbueno
- Édgar Vivar - Don Pedro vdo. Contreras
- Tina Romero - Evangelina Contreras"
- Liliana Rodríguez - Anunciación Reyes
- Diego Olivera - Gregorio Valbueno + (villano)
- Jorge Schubert - Ramiro Torres
- Enoc Leaño - Juan Tenorio
- Sergio Ochoa - Vicente
- Jorge Suárez - David Valbueno
- Maxi Ghione – Lucho + (villano)
- Irene Almus - Adela Milano
- Mercedes Scápola - Olga Rellán
- Christina Mason - Rosa "Rosita" Sifontes
- Vanesa Robbiano - Carmen
- Pietro Gian - Salvador
- Aldo Pastur - Morales
- Guido Massri - Temo (villano)
- JuanMa Muñoz - Pancho
- Mauricio Rodríguez como Patocho
- Celina Font como Lucía Luna
- Mascota "Hámster" como "Gustavo"
- Eduardo Lemos